# Poway
Poway è una città nella contea di San Diego, California, Stati Uniti d'America.

## Storia

### Aspetti generali
Manufatti quali teste di freccia, punte di lancia, pietre da macina e ceramiche trovati lungo il letto del Poway Creek indicano la presenza di insediamenti da tempi molto antichi. Molti pittogrammi adornano i macigni di Poway e le moderne tecniche suggeriscono che queste pitture risalano al 1500 o anche a prima. La storia contemporanea della città inizia nel 1758, quando i padri della Missione San Diego de Alcala tenevano il bestiame nella valle. Il nome "Paguay", uno dei tanti spelling originali, appare nei documenti della missione del 1774. Il nome, scritto anche Paguai, Paui, Pauai, Pauy, Powaii e finalmente Poway ha avuto controverse interpretazioni riguardo al significato. Un linguista nativo statunitense insiste sulla versione “here, where the waters meet” (qui, dove si incontrano le acque), il consenso popolare ritiene che sia preferibile “the two little valleys” (le due piccole valli). Per circa un secolo Poway servì principalmente come luogo per gli approvvigionamenti della Missione, fino a quando, poco prima della guerra, arrivarono i colonizzatori con l'idea di costruire delle fattorie. Nel 1887 gli abitanti di Poway erano circa 800. I fattori avevano un discreto successo nella produzione e vendita di frutta e cereali. L'espansione comunque fallì per seguire i successi dell'agricoltura. Nonostante le fattorie prosperassero, la città rimase statica per decenni, variando leggermente solo in fatto di popolazione. Poway ha un suolo fertile ed un fiume, ma la mancanza di acqua di facile reperibilità impedì ai coloni di creare fattorie su larga scala e la conseguente crescita della popolazione. L'acquedotto venne creato solo nel 1954, che utilizzava l'acqua del Colorado River Aqueduct per irrigare i 10.000 acri (40 km²) della città. Insieme all'acqua arrivarono anche le persone. Nel 1957, con il completamento del sistema fognario, si prepararono gli spazi per le case e la moderna Poway crebbe lì. La città non dipende più dall'agricoltura come fonte primaria di reddito e si è invece trasformata in una comunità residenziale per gli impiegati dell'area di San Diego.

### Agricoltura

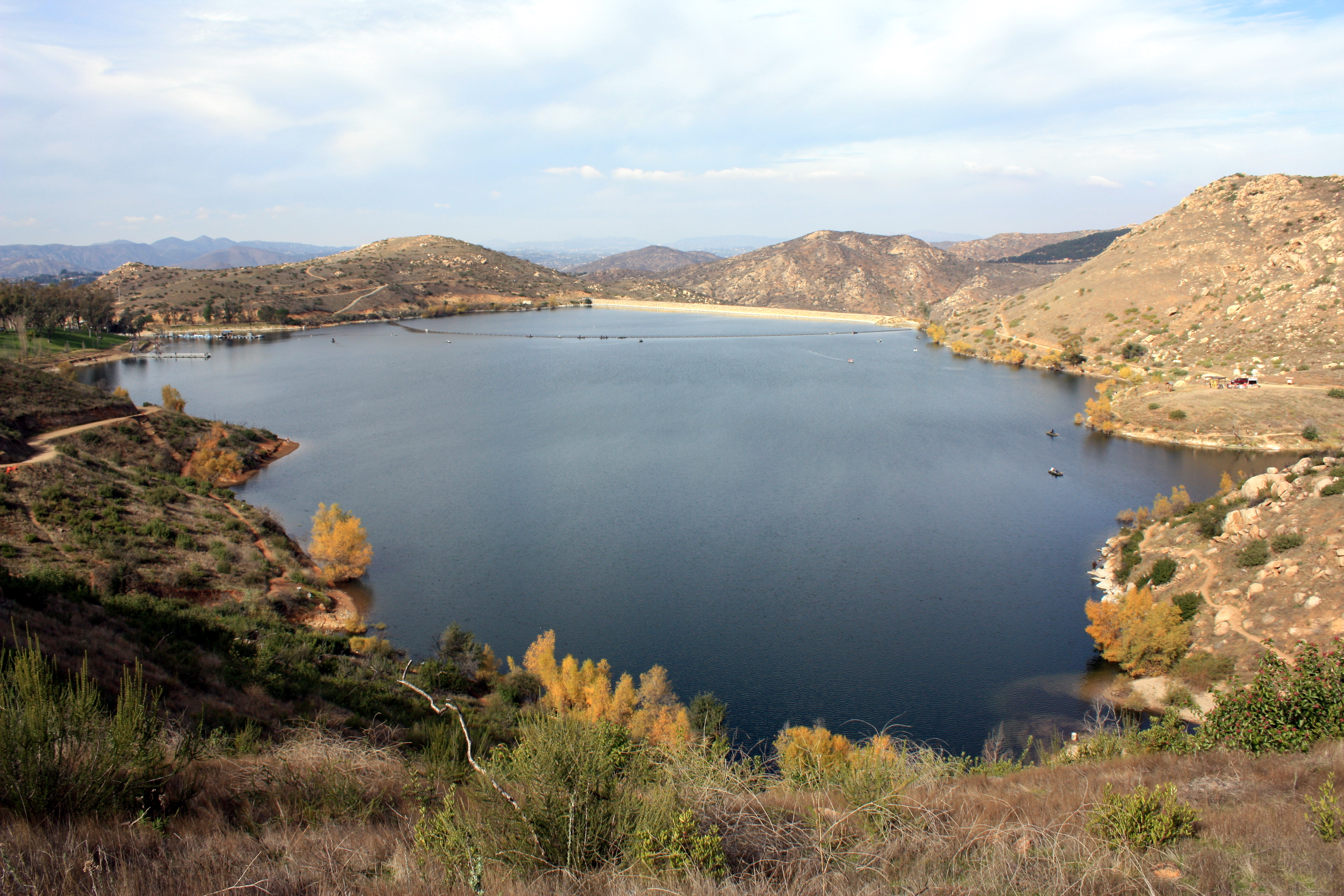
Il lago Poway

Benché molti residenti oggi pensino che Poway fosse una città abitata da cowboys in tipico stile western, in realtà i coloni che la fondarono erano dediti all'agricoltura. L'Homestead Act del 1862 incoraggiò le migrazioni ad ovest, di conseguenza molti dei primi abitanti bianchi di Poway decisero di trasferirsi per lavorare la terra. Il suolo era fertile e in breve tempo riuscirono ad ottenere raccolti di pesche, uva moscata, albicocche, pere e fieno. Molti fattori catturarono sciami di api selvatiche iniziando così a produrre miele. Anche l'allevamento si rivelò un'attività redditizia. La maggior parte delle famiglie teneva una mucca per produrre latte e burro, polli per uova e carne ed a volte un maiale. Tutti i prodotti si vendevamo molto bene nella zona di San Diego. Tra il 1894 e il 1896 la città di Poway conobbe un grande sviluppo. Sul Poway Progress delle annate tra il 1894 e il 1896 si possono trovare notizie sull'andamento dell'attività agricola come:
- Il mercato di San Diego chiede rifornimenti di uva moscata, e lo fa di preferenza alla città di Poway.
- La stagione è stata prolifica per le api, per ognuna catturata due anni prima, ce ne sono ora altre trenta o quaranta.
- La pesca è un prodotto molto richiesto sul mercato e Poway ne produce di perfette. Anche le pere non hanno paragone con altre nello stato.

Il successo delle coltivazioni, comunque, dipendeva dalle piogge invernali, e rimase legato alle variazioni delle precipitazioni fino al 1954, quando fu finalmente costruito il "Poway Municipal Water District". Con l'acqua sempre disponibile, l'interesse dei fattori si concentrò principalmente su due tipi di coltivazione: avocadi ed agrumi. Ironicamente, nonostante il successo dell'impresa, Poway smise di essere una città agricola subito dopo la costruzione dell'acquedotto. Con l'acqua arrivarono infatti nuovi residenti, e la cittadina si trasformò in un luogo colmo di piccoli esercizi commerciali.

### Religione
Allora come adesso, molti dei residenti erano molto attivi nei confronti della religione. La “Community Church of Poway”, la prima chiesa della città, è rimasta operativa fino al 1883. Al momento della fondazione della città, molti degli abitanti erano Metodisti e gran parte della zona era controllata dai Templari. Negli anni 90 dell’ottocento i meeting in chiesa del sabato sera attraevano tutta la comunità per un culto collettivo. Discorsi, raccolte fondi e feste di diploma si tenevano tutte alla Good Templars hall.
La congregazione però soffriva la perdita continua di membri, a causa dell'incertezza sulle colture: molti, dopo circa cinque anni di dipendenza dal tempo incerto, decisero di trasferirsi a Escondido, San Diego o anche Los Angeles, dove la possibilità di irrigazione era molto più stabile.
Fino agli anni sessanta, quando il problema dell'acqua venne risolto definitivamente, la chiesa non riuscì a crescere. Oggi Cattolici, Luterani, Metodisti, Presbiteriani e Mormoni costituiscono la maggioranza delle religioni a Poway.

### Pubblica istruzione
Poway fondò il suo distretto scolastico nel 1871, ma non ebbe un edificio scolastico fino al 1885, quando un edificio di una stanza venne costruito sulla Midland Road, a circa due o tre minuti a piedi a sud della Templar's Hall. Il sito è in uso ancora oggi come scuola elementare, anche se è stato distrutto e ricostruito nel 1945 e di nuovo tra il 2004 e il 2006. inizialmente, tutte le otto classi erano in una sola aula. I bambini imparavano a leggere e scrivere sulle lavagnette e continuavano gli studi con materie come aritmetica, ortografia, lingua straniera (tedesco o latino), grammatica, storia e geografia. Di solito gli studenti non frequentavano la high school e se volevano farlo erano costretti ad andare fino ad Escondido. Nel 1909, infatti, solo tre studenti provenienti da Poway di diplomarono alla high school. Le donne che continuavano gli studi volevano diventare insegnanti, ma l'istruzione, anche se obbligatoria e considerata un passatempo lodevole, non trovava il consenso di molti figli dei fattori. Le iscrizioni alla scuola non raggiunsero quota 100 fino al 1932.
Oggi il Poway Unified School District conta più di 30 scuole tra elementari, medie e superiori ed ha anche un programma di scolarizzazione domestica.

### Trasporti
La storia dei trasporti di Poway è simile a quella del resto della California. Nel 1888 prese il via il primo servizio di vetture che collegavano le città di San Diego ed Escondido, compresa Poway. C'era una fermata in città, davanti all'Ufficio Postale, in modo da poter trasportare la posta e consegnarla strada facendo ai fattori che avrebbero aspettato ai bordi della via. Gli uomini avrebbero trottato di fianco alle carrozze chiedendo informazioni sulla posta e ricevendola senza costringere il veicolo a fermarsi. I passeggeri erano solitamente da otto a dieci ed intraprendevano il viaggio di tre giorni per la modesta cifra di $1.00, oppure potevano acquistare il viaggio andata e ritorno per solo $1.50. Il percorso, non difficile durante il passaggio a Poway, creava una significativa sfida per il gruppo e il guidatore in vari punti. I sentieri di montagna, ventosi, rischiavano di far girare il veicolo, facendo cadere passeggeri e posta sulle rocce. La città di San Diego interruppe il collegamento nel 1912, quando l'avvento delle automobili rese più semplice il metodo di spostamento e consegna della posta. Poway fondò una County Road Station nel 1920, per il mantenimento delle strade, in modo che le automobili potessero percorrerle con facilità. La stazione operò fino al 1961, quando Poway raggiunse l'80% di strade asfaltate.